# Cobra (série télévisée, 1993)
Pour les articles homonymes, voir Cobra (homonymie).
Cobra est une série télévisée américaine en 22 épisodes de 45 minutes, créée par Stephen J. Cannell, Steven Long Mitchell et Craig W. Van Sickle et diffusée entre le 16 septembre 1993 et le 13 mai 1994 en syndication.
En France, la série a été diffusée dans son intégralité à partir du 1er janvier 1995 sur France 2. Elle reste inédite dans les autres pays francophones.

## Synopsis
Scandal Jackson Jr., ancien marines porté disparu, est recruté par l'organisation Cobra qui s'occupe de rendre justice aux victimes n'ayant aucun recours auprès des autorités. Il est sous les ordres de Dallas Cassel, un ancien agent du FBI désormais à la retraite. Il est aidé par Danielle LaPoint, la fille du fondateur de Cobra, Quentin Avery.

## Distribution
- Michael Dudikoff (VF : Bernard Lanneau) : Robert « Scandal » Jackson Jr.
- Allison Hossack : Danielle LaPoint
- James Tolkan : Dallas Cassel

 Source et légende : version française (VF) sur RS Doublage

## Épisodes
1. Cobra - 1re partie (Cobra - Part 1)
2. Cobra - 2e partie (Cobra - Part 2)
3. Les Motards (Push it)
4. Lune de Miel (Honeymoon Hideaway)
5. La Fuite (Nowhere to Run)
6. Le Gnome (The Gnome)
7. Monsieur Chapman... Je présume (Mr Chapman, I Presume)
8. La Fille à papa (Hostage Hearts)
9. Je mourrai pour vous (I'd Die for You)
10. Quelque chose dans l'air (Something in the Air)
11. Le Pyromane (Playing with Fire)
12. Mort sur la ligne (Death on the Line)
13. Diamants sur canapé (Diamonds in the Rough)
14. Perdu dans l'espace (Lost in Cyberspace)
15. Fantômes du passé (Blast from the Past)
16. Plongée mortelle (Death Dive)
17. En cage (Caged Fury)
18. Des hommes morts (A Few Dead Men)
19. Des vies hantées (Haunted Lives)
20. Lorinda (Lorinda)
21. Stand Up (Precious)
22. Des As et des huit (Aces and Eights)

## DVD
L'intégralité de la série est sortie en coffret 4 DVD le 29 septembre 2009 en Zone 1 en version originale sans sous-titres et sans suppléments.